# Flora of Jamaica, Containing Descriptions of the Flowering Plants Known from the Island
Flora of Jamaica, Containing Descriptions of the Flowering Plants Known from the Island (abreviado Fl. Jamaica) es un libro ilustrado con descripciones botánicas que fue escrito conjuntamente por William Fawcett & Alfred Barton Rendle. Fue publicado en 5 volúmenes en los años 1910-1936. 